# Urban Kiz
Urban Kiz (eller UrbanKiz) är en dans som utvecklades från kizomba. Dansen formades under tidigt 2010-tal i Paris bland pionjärer som Curtis Seldon, Enah Lebon & Dancer Moun. ”Urban” ska betona musikstilen som det typiskt dansades till vilket var Ghetto-Zouk, hiphop- och R&B-inspirerad musik medan ”Kiz” ska betona dess anknytning och ursprung i Kizomba. Urban Kiz är inte kortformen för Urban Kizomba, men ”Kiz” brukar missbrukas för att fortfarande sälja den som Kizomba.

## Historia
Urban Kiz är resultatet av exporten av Kizomba från Angola till olika europeiska länder som Portugal, Frankrike, Storbritannien, Nederländerna och Spanien under 2000-talet. På de nya dansscenerna  blev det vanligt att danslärarna utvecklade egna fusionstilar som skiljde sig från Kizomba och dansade till en annan typ av musik såsom Ghetto Zouk (vilket traditionellt dansades till Tarraxinha i Angola), R&B, rap och hiphop-mixar. Urban Kiz utvecklades i Paris i början av 2010-talet med pionjärer som Curtis Seldon, Enah Lebon, Cherazad Benyoucef och Dancer Moun, men gick då även under olika namn såsom Kizomba 2.0, French Style Kizomba, New Style Kizomba. Den nyskapade dansen såldes fortfarande som Kizomba även om den hade ändrats från Kizomba och även inkorporerade element från andra danser som Tango (t.ex steg som Pivots). Efter en lång dispyt om namnet på nya dansen så erkändes Urban Kiz som det nya namnet under 2015. 

## Urban Kiz som dans
Urban Kiz dansas i en linje till skillnad från Kizomba som dansas i en cirkel. Dansen är grundad och kräver spänning i kroppen för att göra det möjligt att bl.a. pausa samt snabbt byta riktning. Dansarna brukar synkronisera sina kroppsrörelser till musiken genom att använda element som också finns i hiphop, som stopp, tappningar och isolering.